# Ramal de Rio Maior
O Ramal de Rio Maior é um antigo ramal ferroviário português que ligava as Minas do Espadanal (Rio Maior) ao Vale de Santarém (Linha do Norte). Foi planeado o terminal da linha em Peniche, com cruzamento com a Linha do Oeste em Dagorda, Óbidos ou Caldas da Rainha.
Uma nova ferrovia seguindo aproximadamente o mesmo trajecto esteve prevista para 2014.

## Descrição
O Ramal de Rio Maior, em via larga, compreendia-se desde a gare de Vale de Santarém, na Linha do Norte, até Rio Maior, tendo uma extensão aproximada de 30,4 km.

## História

### Antecedentes
O conhecimento da existência de jazidas de carvão na zona de Rio Maior data de meados do século XIX, e nos finais desse século foi feita a primeira tentativa para a sua exploração, que não teve seguimento devido ao esgotamento do capital inicial e aos custos previstos para a extracção e transporte do minério.  Além da riqueza mineira, a região, composta principalmente pelos distritos de Leiria e de Santarém, também era muito populosa e tinha grandes potencialidades do ponto de vista florestal e industrial, mas o seu desenvolvimento estava a ser impedido pelos problemas de comunicações. Com efeito, o principal meio de transporte nesta região era o rodoviário, que contudo se encontrava num estado muito deficiente, sendo uma das principais estradas a que unia Rio Maior a Caldas da Rainha. Além de servir esta rica área, uma via férrea nesta área iria igualmente permitir a criação de um corredor intermédio entre as Linhas do Norte e do Oeste, que apesar de circularem quase paralelas, apenas se uniam em Lisboa e em Alfarelos, numa distância superior a duzentos quilómetros.
Já durante a pasta de António Cardoso Avelino nas Obras Públicas (1871-1876), foi apresentado um projecto para uma via férrea transversal de Ponte de Santana a São Martinho do Porto, passando pelo Cartaxo, Rio Maior, Óbidos e Caldas da Rainha.

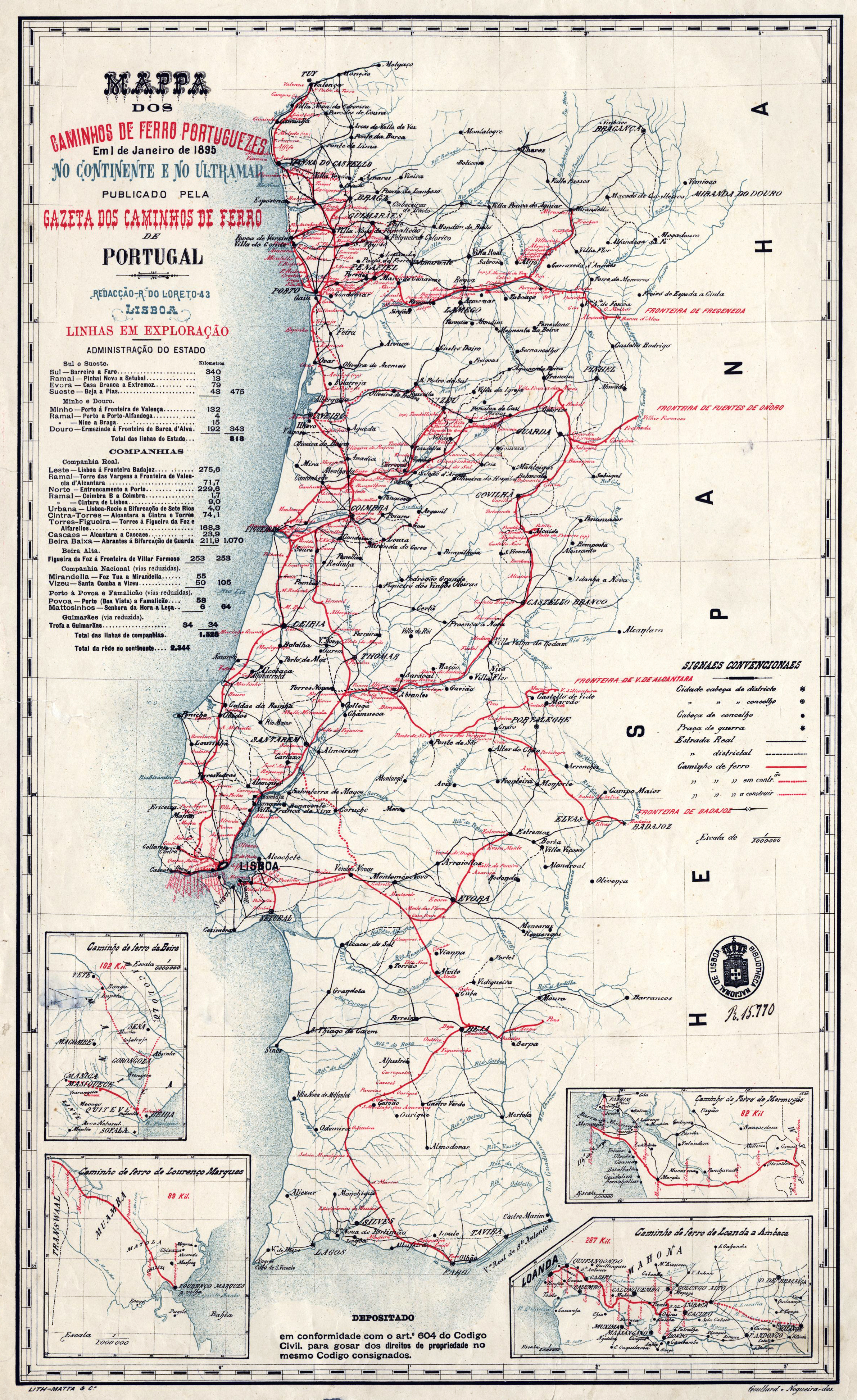
Mapa dos caminhos de ferro em Portugal em 1895. Rio Maior ficava sensivelmente a meio entre Caldas da Rainha e Santarém, numa região mal suprida pelas vias férreas.

### Primeiros projectos
|  |  |  |  |  |  |  |  | FF |

|  |  |  |  |  |  |  |  |  |  |  |  |

|  |  |  |  |  |  |  |  |  |  |  |  |

|  |  |  |  |  |  |  |  |  |  |  |  |

|  |  |  |  |  |  |  |  |  |  |  | Ss |

|  |  |  |  |  |  |  |  |  |  |  |  |

|  |  |  |  |  |  |  |  |  |  |  |  |

|  |  |  |  |  |  |  |  |  |  |  |  |

|  |  |  |  |  |  |  | Lx |

| existentes |
| planeadas  |

|  |  |  |  |  |  |  |  | FF |

|  |  |  |  |  |  |  |  |  |  |  |  |

|  |  |  |  |  |  |  |  |  |  |  |  |

|  |  |  |  |  |  |  |  |  |  |  |  |

|  |  |  |  |  |  |  |  |  |  |  | Ss |

|  |  |  |  |  |  |  |  |  |  |  |  |

|  |  |  |  |  |  |  |  |  |  |  |  |

|  |  |  |  |  |  |  |  |  |  |  |  |

|  |  |  |  |  |  |  | Lx |

| existentes |
| planeadas  |

#### Primeira fase
No Plano da rede ferroviária complementar entre o Mondego e o Tejo, apresentado em 1903 e aprovado em 1907, previa-se a instalação de uma linha férrea transversal do Setil a Peniche. Em 1904, foi proposta uma linha desde Rio Maior até ao Entroncamento. Nesse ano, uma comissão da cidade de Tomar veio a Lisboa para uma reunião com o general Couceiro e o Ministro das Obras Públicas, para pedir a classificação de várias linhas, formando uma extensa rede centrada em Tomar; um dos projectos iria até Rio Maior, passando por Torres Novas. Também em 1904, o Ministro das Obras Públicas, Comércio e Indústria, Conde de Paçô Vieira, lançou em 24 de Março uma proposta de lei, no sentido criar um fundo especial para financiar a construção dos projectos ferroviários na região Centro, incluindo as ligações transversais entre as Linhas do Norte e Oeste, mas esta proposta não chegou a ser convertida em lei.
Em 1905, a comissão responsável pela elaboração do Plano da Rede Complementar do Centro incluiu uma linha transversal de Peniche ao Setil, que foi inserida no plano por um decreto de 19 de Agosto de 1907, com o nome de Linha de Peniche. Esta linha devia ser em via larga, e passar pelo Cartaxo, Almoster, Rio Maior, Óbidos, Amoreira e Atouguia. Posteriormente, a Associação dos Engenheiros Civis opinou que a linha deveria ir a Caldas em vez de Óbidos, devido à importância daquela vila como centro termal e comercial, embora o percurso entre as Caldas e Peniche teria de atravessar zonas mais pobres e menos populosas. Desta forma, a linha iria entrar a Norte da estação das Caldas, para evitar as reversões dos comboios, e depois seguiria em conjunto com a Linha do Oeste até um ponto de bifurcação, seguindo então sozinha até Peniche, prevendo-se que este ramal teria aproximadamente 10 a 20 km de comprimento, enquanto que o troço de Setil às Caldas ficaria com cerca 55 a 60 km de extensão. O melhor ponto para essa bifurcação seria Óbidos, uma vez que a estação tinha dimensões suficientes para esse propósito, mas se tal não fosse possível, podia-se passar o entroncamento para o Apeadeiro de Dagorda. Por outro lado, quando se apresentou o plano de 1905 às corporações consultivas, os militares recomendaram uma directriz por Rio Maior e Óbidos, onde a linha iria ficar mais abrigada pelo relevo montanhoso e pelo vale do Rio Arnoia, enquanto que pelas Caldas da Rainha iria ficar mais exposta, embora se reconhecesse que, com as capacidades da artilharia moderna, a escolha do traçado não faria muita diferença em caso de conflito. No sentido inverso, embora Santarém fosse uma escolha natural para o entroncamento com a Linha do Leste, devido à sua posição como capital do Distrito, a estação não dispunha de espaço suficiente, pelo que teria de ser construída uma segunda estação para a triagem; além disso, o Setil permitiria um acesso directo à região Sul do país, através da Linha de Vendas Novas.
Em 6 de Junho de 1910, o Ministro Manuel Moreira Júnior abriu uma proposta de lei para a construção das linhas de Alenquer ou de Peniche, com garantia de juro, mas este alvitre não chegou a ser convertido em lei. Em Julho desse ano foi aberta uma nova proposta, sobre uma linha do Setil a Peniche. Em 1911, foi formada uma comissão regional para apoiar a construção da linha de Tomar a Rio Maior, passando por Torres Novas. Entre os membros desta comissão, estavam Manuel Dias Sirgado, que tinha uma carreira de diligências para a Estação de Torres Novas, o industrial metalúrgico Manuel da Costa Nery, o proprietário agrícola e industrial Emídio de Faria Velez, e o comerciante e proprietário Justino Henriques de Oliveira. Em Janeiro de 1912, foi noticiado que a Linha de Peniche estava a ser planeada, prevendo-se que iria ter passagem por Rio Maior e Caldas da Rainha. Em Outubro de 1914, já tinha sido anunciado que iria ser construída pela Companhia Real dos Caminhos de Ferro Portugueses. Um decreto de 18 de Junho de 1920 ordenou a abertura do concurso para a linha, utilizando o percurso do decreto de 1907, mas o concurso, realizado em 11 de Novembro desse ano, não teve quaisquer concorrentes, devido principalmente aos fracos apoios financeiros oferecidos pelo estado. Uma portaria de 11 de Janeiro de 1921 determinou que fosse aberto um novo concurso, mas este processo foi adiado por um despacho ministerial de 9 de Março desse ano, nunca se tendo chegado a realizar. Nessa altura, também foi pedida autorização para construir um caminho de ferro de via métrica entre Rio Maior e as margens do Rio Tejo, com os carris assentes no leito das estradas, mas este empreendimento também falhou.

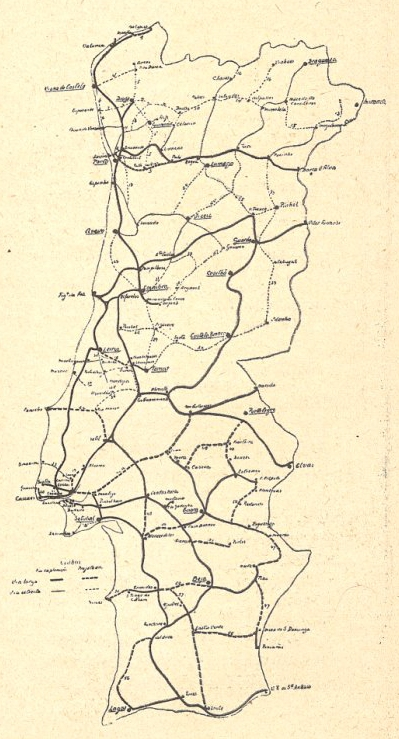
Projectos do Plano de 1930, incluindo as linhas do Setil a Peniche, e de Rio Maior ao Entroncamento.

#### Segunda fase
Entretanto, o interesse pelas jazidas de Rio Maior ressurgiu com o início da Primeira Guerra Mundial, que aumentou os preços dos combustíveis, mas a produção mineral foi escassa ou nula durante as duas décadas seguintes.
A Lei n.º 1550, de 27 de Fevereiro de 1924, autorizou as autarquias de Alenquer, Cadaval, Bombarral, Lourinhã, Peniche e Vila Franca de Xira a construírem em conjunto um caminho de ferro, que podia ser de via larga ou estreita, e em leito próprio ou na superfície das estradas. Porém, este diploma não surgiu quaisquer efeitos, embora a autarquia de Alenquer tenha tentado construir uma linha desde aquela vila até Carregado, sem resultado. Pouco depois, a câmara de Peniche pediu a concessão para uma linha de via estreita de Dagorda a Peniche, empreendimento para o qual não tinha condições financeiras nem legais, uma vez que a linha teria de ficar parcialmente no concelho de Óbidos. O Decreto n.º 12:103, de 12 de Agosto de 1926, reforçou o Fundo Especial de Caminhos de Ferro, ampliando desta forma os recursos financeiros disponíveis para ester tipo de empreendimentos.
O estudo e construção da Linha de Peniche foi ordenado pelo Decreto n.º 12524, de 22 de Outubro de 1926, com um novo traçado, pelas Caldas da Rainha, e uma nova denominação, de Linha de Rio Maior. A linha seria projectada e dirigida pela Direcção Geral dos Caminhos de Ferro, com o apoio dos Caminhos de Ferro do Estado, enquanto que a construção ficaria a cargo da Companhia dos Caminhos de Ferro Portugueses. A linha seria dividida em três troços: o primeiro seria o Ramal de Peniche, que ligaria aquela vila à Linha do Oeste, o segundo da Estação de Caldas da Rainha até Rio Maior, e o terceiro desde aquele ponto até à bifurcação na Linha do Norte. A estação de Peniche devia ser ligada por vias de serviço à zona portuária. O objectivo deste caminho de ferro seria unir entre si as Linhas do Norte e do Oeste, facilitando as comunicações entre a zona costeira e o Alentejo, e aliviando a Linha do Oeste, além que iria servir uma região de grande riqueza agrícola e mineira, e com várias indústrias. Nessa altura, foi noticiado que em breve se iria proceder aos estudos para o projecto definitivo do troço de Dagorda a Peniche, enquanto que a Câmara Municipal da Lourinhã pediu ao Ministro do Comércio e Comunicações que o ponto de entroncamento na Linha do Oeste fosse no Bombarral ou no Outeiro em vez de Caldas da Rainha e Dagorda, uma vez que desta forma a via iria beneficiar as actividades comerciais na Lourinhã. Em finais desse ano, foram feitas mais duas reuniões com o Ministro do Comércio, uma em 15 de Novembro para pedir a suspensão do projecto da Linha de Rio Maior, e que fosse promulgado o diploma para a construção do caminho de ferro do Setil a Peniche, que iria beneficiar a região; a segunda foi com uma comissão de delegados da Comissão Municipal do Cartaxo e representantes das actividades agrícolas, industriais e comerciais no concelho, para requisitar a construção de uma linha desde o Alentejo até Peniche, passando por Rio Maior e Caldas da Rainha. Este caminho de ferro já tinha sido estudado e posto a concurso em 1920, mas não tinha chegado a ser construído. Também em 15 de Novembro de 1926, foi publicado o Decreto 12:655, que autorizou a abertura de um crédito de 3000 contos para o Ministério das Obras Públicas, no sentido de estudar o traçado da linha. Este trabalho iniciou-se imediatamente e chegou a ser concluído, tendo preconizado a construção de duas vias férreas, a Linha de Rio Maior e o Ramal de Peniche. A primeira deveria sair do Setil, passar por Rio Maior, Santa Susana, Landal, A-dos-Francos, ladear o vale do Rio Arnoia, e entroncar com a Linha do Oeste num local entre as estações de Óbidos e das Caldas da Rainha. O Ramal de Peniche partia do Apeadeiro de Dagorda, e seguiria em via dupla com a Linha do Oeste até às Caldas da Rainha, prevendo-se que este lanço precisaria de ser duplicado devido à grande importância que a cidade tinha a nível regional.
Em Janeiro de 1929, já tinha sido novamente solicitada a construção do caminho de ferro de Setil a Peniche, passando pelas Caldas da Rainha. O Plano Geral da Rede Ferroviária, publicado pelo Decreto n.º 18:190, de 28 de Março de 1930, reorganizou a rede ferroviária nacional e introduziu vários projectos, incluindo a Linha de Rio Maior, de via larga, que deveria ligar o Setil a Peniche, passando por Óbidos e Rio Maior, com o objectivo principal de escoar a produção piscatória de Peniche. Em Rio Maior, sairia a Linha do Entroncamento a Rio Maior, de via estreita, com passagem por Alqueidão, onde se ligaria pelo Ramal da Mendiga até à rede ferroviária mineira do Lena.

### Planeamento
Em 1939, as minas do Espadanal foram incluídas num plano nacional de desenvolvimento das actividades mineiras, e iniciou-se a Segunda Guerra Mundial, dois factores que renovaram a importância daquele couto mineiro. Em Janeiro de 1942, a Empresa Mineira do Lena propôs, sem sucesso, a criação de uma sociedade para explorar as concessões da Empresa Carbonífera de Rio Maior, enquanto que para o transporte do minério, o estado deveria construir uma via férrea para o transporte do minério, com apoio da Empresa do Lena, que forneceria material circulante e de via desafectado da sua rede ferroviária. Em 10 de Janeiro, a Subsecretaria de Estado da Indústria publicou um despacho, ordenando a preparação de um projecto para o ramal ferroviário das minas do Espadanal, tendo a Comissão Reguladora do Comércio de Carvões iniciado os estudos com urgência. Em Março desse ano, um estudo técnico propôs que um dos edifícios a construir no exterior das minas seria um cais ferroviário. Os técnicos da Comissão Reguladora concluíram que, devido à orografia do terreno, o traçado deveria acompanhar o vale do Rio Maior, reduzindo o número de terraplanagens necessárias e obtendo um perfil em declive no sentido em que os comboios iam carregados. No entanto, também propuseram que o ramal deveria ser feito de forma a uma futura adequação ao projecto transversal de Setil a Peniche, previsto no Plano Geral da Rede Ferroviária. Depois de verificada uma concordância de 13 km entre os percursos do ramal e da transversal, o Ministério das Obras Públicas e Comunicações ordenou a emissão, por parte da Direcção Geral dos Caminhos de Ferro, de um parecer sobre a importância do ramal para a rede geral, e qual a bitola de via a utilizar. Este documento foi apresentado em 19 de Fevereiro pelo Director Geral dos Caminhos de Ferro, Rogério Vasco Ramalho, tendo-se ressaltado a necessidade de realizar um inquérito administrativo para se determinar a actualidade da classificação como linha de interesse geral, no âmbito das novas condições dos transportes ferroviários e rodoviários. No entanto, já se reconhecia que o ramal muito provavelmente não reuniria condições para ser considerado de interesse geral, uma vez que serviria basicamente apenas para transportar o minério durante a guerra, e que não teria uma via útil muito longa, devido à concorrência da camionagem e dos carvões ingleses, pelo que a sua construção deveria ser tão económica quanto possível.
O Decreto-Lei n.º 32270, de 19 de Setembro desse ano, instituiu várias medidas destinadas ao desenvolvimento das minas de Rio Maior, incluindo a construção, por parte da Comissão Reguladora, de um caminho de ferro de Vale de Santarém a Rio Maior, com as correspondentes vias de acesso ao couto mineiro; se necessário, o ramal podia ser prolongado até à Vala da Azambuja, onde seria construído um cais fluvial. A Comissão Reguladora foi igualmente autorizada a contratar a exploração do ramal com a Companhia dos Caminhos de Ferro Portugueses. Considerava-se que um ramal, ligado à então Linha do Leste, seria a forma mais rápida de escoar o minério para as indústrias na região de Lisboa. O Decreto-Lei n.º 34449, de 17 de Março de 1945, autorizou a Comissão Reguladora a contrair um empréstimo com a Caixa Geral de Depósitos, para pagar um empréstimo anterior àquela instituição bancária, e repor o montante que tinha retirado de um fundo resultante das taxas de 5% por tonelada de carvão importado, montante esse que tinha utilizado na construção do ramal; o que restasse do empréstimo devia ser utilizado para concluir as obras.

### Construção e inauguração
Neste contexto, é inaugurada, em Abril de 1945, a linha-férrea Rio Maior – Vale de Santarém, com um imponente cais erguido nas imediações do plano de extracção das minas. Nos primeiros anos, estava classificada como ramal particular, devido ao facto de não estar aberta ao público.
Em 14 de Março de 1948, realizou-se uma reunião na sala das sessões da Câmara Municipal das Caldas da Rainha, que tinha como finalidade preparar o envio de uma representação ao governo, para pedir o prolongamento do ramal até Peniche. Em 1955, a exploração do ramal era feito por meio de um acordo simples com a Companhia dos Caminhos de Ferro Portugueses, a título provisório. Numa comunicação feita ao parlamento pelo deputado Figueiroa Rego em 15 de Janeiro de 1948, este previu que o Ramal do Rio Maior iria ter progressivamente um movimento inferior, devido às maiores facilidades em importar carvão do estrangeiro, pelo que eventualmente a sua exploração iria ser entregue à Companhia dos Caminhos de Ferro Portugueses, em condições precárias. Como forma de aproveitar e valorizar aquele corredor, o deputado sugeriu que fossem iniciadas as obras para a sua expansão até às Caldas da Rainha, enquanto que numa segunda fase seria construído o Ramal de Peniche, nos moldes do Decreto n.º 12:524. Considerou este ramal igualmente de grande importância devido às obras que estavam a ser feitas no porto de Peniche, de forma a que a linha férrea complementasse as infraestruturas portuárias.

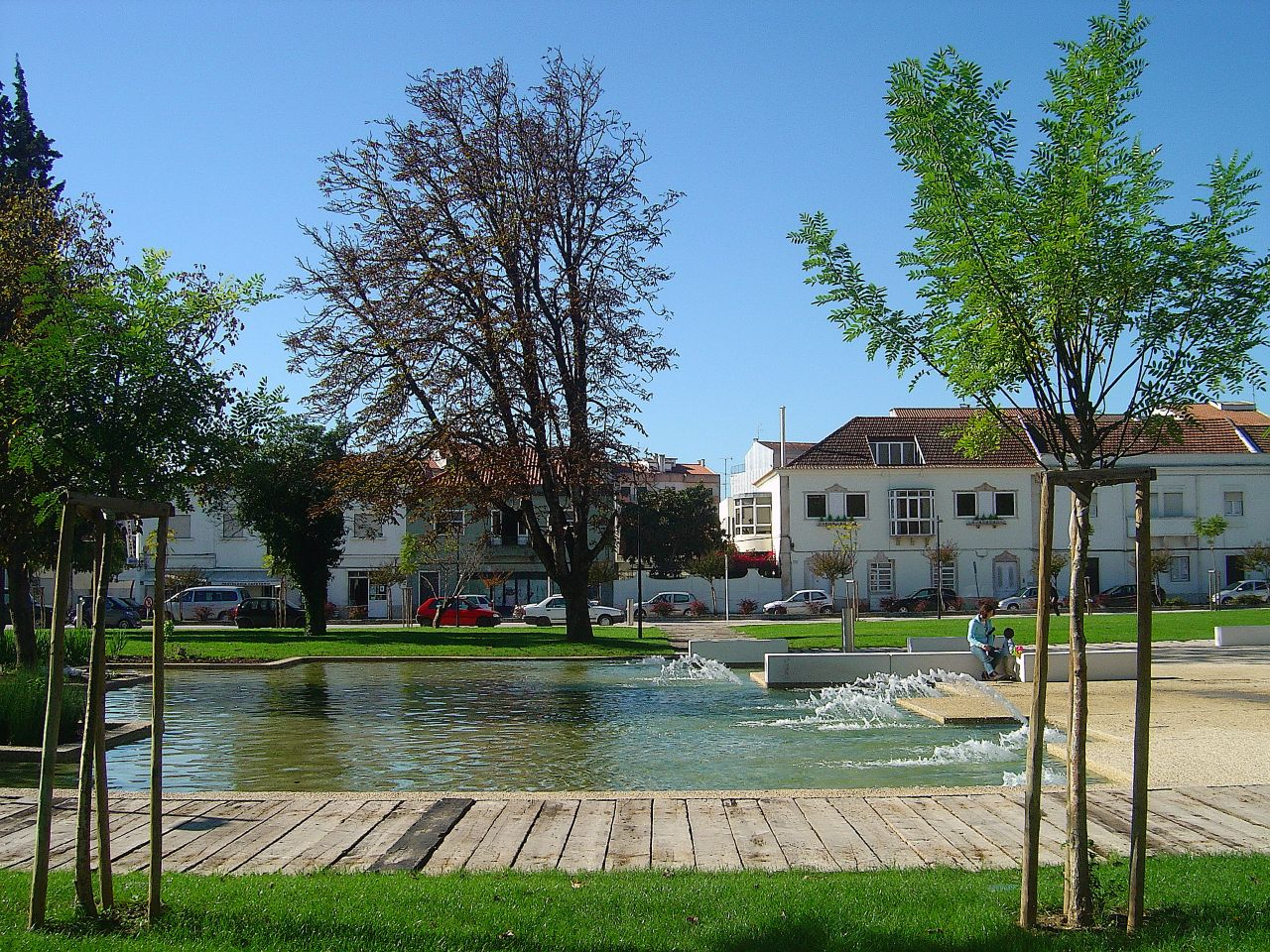
Cidade de Rio Maior.

### Encerramento
Esta linha funcionou até encerramento da Fábrica de Briquetes das Minas do Espadanal em 1965. São actualmente escassos os vestígios da sua existência.

### Século XXI
Integrada no Plano de Acção para o Oeste e Lezíria do Tejo, com alcance até 2014, estava prevista para 2015 uma nova linha ferroviária ligando Caldas da Rainha (Linha do Oeste), Rio Maior (futura ligação Lisboa-Porto em alta velocidade), e Santarém (Linha do Norte, amarrando em Setil), orçamentada em 37 M€. Este projecto foi suspenso em 2010, no âmbito da redução orçamental prevista pelo Plano de Estabilidade e Crescimento do governo, e devido ao facto de um estudo da Rede Ferroviária Nacional ter determinado que este troço não teria viabilidade económica.

## Leitura recomendada
- CERVEIRA, Augusto; CASTRO, Francisco Almeida e (2006). Material e tracção: os caminhos de ferro portugueses nos anos 1940-70. Col: Para a História do Caminho de Ferro em Portugal. 5. Lisboa: CP-Comboios de Portugal. 270 páginas. ISBN 989-95182-0-4